# Президентские выборы в Колумбии (1990)
Президентские выборы в Колумбии 1990 года прошли 27 мая.
Сесар Гавириа Трухильо от Либеральной партии сумел набрать 48,2 % голосов пришедших на выборы избирателей, таким образом он был избран президентом Колумбии.
Выборы 1990 года происходили на фоне убийства ряда кандидатов в президенты в предстоящий выборам период, в результате чего партии заменяли погибших кандидатов на других. 18 августа 1989 года в Соаче в ходе предвыборной кампании был убит Луис Карлос Галан, пользующийся огромной популярностью. 22 марта 1990 года убит кандидат от Патриотического союза (UP), в результате чего союз и вовсе не участвовал в выборах. Наконец 26 апреля погиб кандидат от Демократического альянса М-19 Карлос Писарро Леонгомес, которого заменил Антонио Наварро Вольф.
Также предполагается, что взрыв Boeing 727 над Боготой был произведён по заказу Пабло Эскобара с целью ликвидировать преемника Галана на месте кандидата от Либеральной партии Сесара Гавириа Трухильо, но его не оказалось на борту в том злополучном рейсе.

## Результаты
| Кандидат                           | Партия                                  | Количество голосов | %    |
| ---------------------------------- | --------------------------------------- | ------------------ | ---- |
| Сесар Гавириа Трухильо             | Колумбийская либеральная партия         | 2 891 808          | 48,2 |
| Альваро Гомес Уртадо               | Движение национального спасения         | 1 433 913          | 23,9 |
| Антонио Наварро Вольф              | Демократический альянс М-19             | 754 740            | 12,6 |
| Родриго Льореда Кайседо            | Социальная консервативная партия        | 735 374            | 12,3 |
| Регина Бетанкур де Лиска           | Метаполитическое унитарианское движение | 37 537             | 0,6  |
| Клаудия Родригес де Кастельянос    | Христианская национальная партия        | 33 645             | 0,6  |
| Оскар Лоаиса                       | Партия природы                          | 9468               | 0,2  |
| Хосе Агустин Линарес               | Христианская демократическая партия     | 9048               | 0,2  |
| Луис Карлос Валенсия               | Социалистическая рабочая партия         | 8168               | 0,1  |
| Гильермо Алеман                    | Движение Экологическая ориентация       | 7429               | 0,1  |
| Хесус Гарсия                       | Любовь к Колумбии                       | 2411               | 0,0  |
| Хайро Родригес                     | Движение 88                             | 996                | 0,0  |
| Недействительные бюллетени         | Недействительные бюллетени              | 123 029            | -    |
| Всего                              | Всего                                   | 6 047 566          | 100  |
| Зарегистрированные избиратели/явка | Зарегистрированные избиратели/явка      | 13 903 324         | 43.5 |